# Йонджон (мост)
Мост Йонджон (Йонджон-дэгё) (кор. 영종대교) — совмещенный автомобильно-железнодорожный висячий мост, соединяющий остров Йонджондо с городом Инчхон в Республике Корея. Является частью Скоростной дороги Международного Аэропорта Инчхон.
Проектирование моста было завершено в декабре 1993 года. Строительство началось в ноябре 1995 года и было завершено в декабре 2000 года.
Общая длина мостового сооружения составляет 4420 м, из которых: 300 м занимает основной пролёт висячего моста (длина 550 м), 1620 м — мост с пролётными строениями в виде балок коробчатого сечения и 2250 м — балочный мост со сквозными фермами. Таким образом, на данный момент он занимает 101 позицию в рейтинге самых длинных висячих мостов и третью среди самых длинных висячих мостов Южной Кореи. Также является самым длинным в мире висячим мостом с несущим канатом, закреплённым в анкерном пролётном строении. Высота пилонов моста равна 107 м над уровнем моря. Ширина моста составляет 35 м, дорожное полотно вмещает 8 автомобильных полос и 2 железнодорожные линии на нижнем ярусе.